# ビクトリア州
ビクトリア州（ビクトリアしゅう、ヴィクトリア州とも、英: Victoria、略号：VIC）は、オーストラリア連邦の南東部に位置する州。面積は大陸部の州の中で最小であるが、人口は約650万人あり、人口密度は同国で比較的高い。州都はメルボルン。州人口の70%はメルボルン地域に集中する。

## 歴史
1803年、最初の流刑植民団がメルボルン付近のポートフィリップ湾に入植し、わずか7ヶ月で崩壊した。二十数年後に再び入植が行われ、ニューサウスウェールズ流刑植民地政府の管理下に置かれた。1851年にバララット (Ballarat) で金鉱が発見されゴールドラッシュが生じ、人口が急激に増加したため、同年ビクトリア植民地政府が成立した。「ビクトリア」の名称は、1851年の植民地政府成立時に在位していた女王ヴィクトリアにちなむ。
ゴールドラッシュにより、1850年代だけでも3万人を越える中国人労働者がビクトリア州に上陸。人口バランスが崩れることを恐れた植民地政府は、上陸税を課すなど制限を加えたが、イギリス出身者を中心とした国家運営を目指す政府との軋轢は増し、後の白豪主義への伏線の一つとなった。
1901年オーストラリア連邦成立に伴い州となり、連邦首都キャンベラが選定・建設中、当時オーストラリア最大の都市であったメルボルンに一時的に首都が置かれたこともある。
2018年、中国が提唱する一帯一路構想に州として参画。中国との間で協定を締結した。この協定は2021年、豪中関係が悪化する中でオーストラリア政府が破棄を発表している。

## 地理
州北部で州境のマレー川を挟んでニューサウスウェールズ州と、西部で南オーストラリア州と接する。東南部はタスマン海に面し、南部はバス海峡を隔ててタスマニア島（タスマニア州）を望む。西南部は南氷洋（南大洋）（インド洋）に面する。気候は温帯性。
標準時はオーストラリア東部標準時を採用している。また夏時間を10月の第1日曜日早朝から翌年4月の第1日曜日早朝まで採用している。

### 行政区域
ビクトリア州は次の9の地域圏（Region）からなる。地域圏単位の行政権はなく、区分の便宜上、用いられる。
1. 広域メルボルン
2. ビクトリア西部地方
3. 中央高地・ゴールドフィールズ
4. グルバーン・ヴァレー
5. ビクトリア北東部地方
6. ジップスランド地方
7. 西ジップスランド
8. ウィメラ地方
9. ザ・マリー地方

- Melbourne
- Yarra Valley, Dandenongs & The Ranges
- Melbourne's Bays & Peninsulas
- Macedon Ranges & Spa Country
- Goulburn Murray Waters
- The Goldfields
- The Grampians
- The Great Ocean Road
- Legends, Wine & High Country
- Phillip Island & Gippsland Discovery
- Mildura & Murray Outback
- Lakes & Wilderness
- The Murray

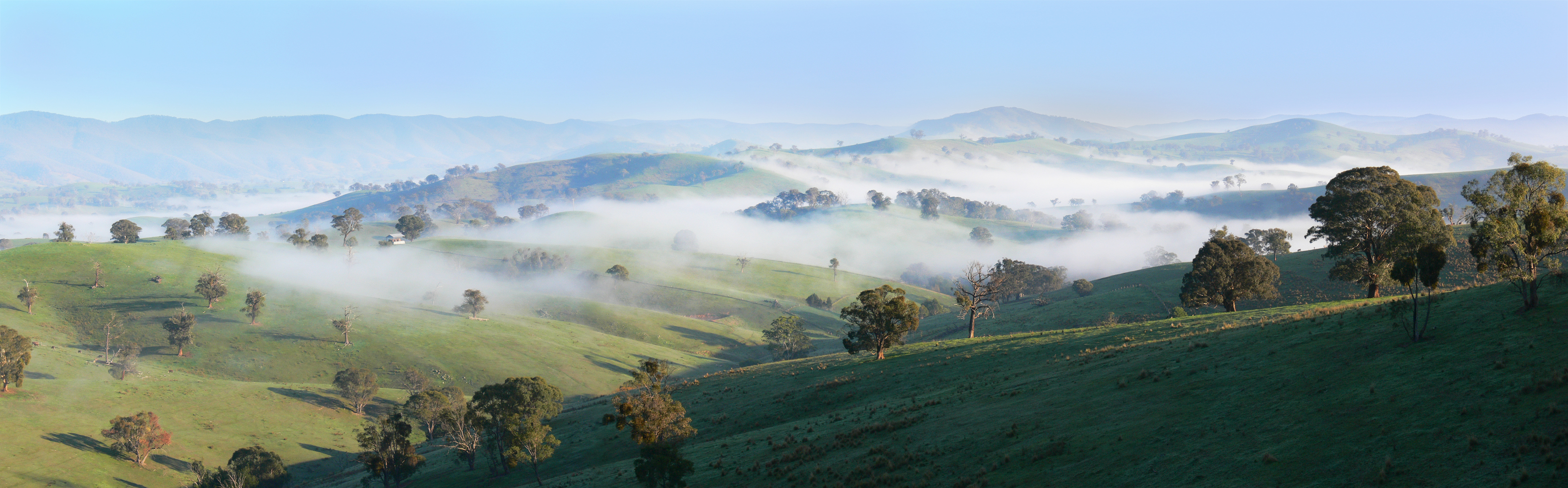
朝もやのかかったエンセイ/スウィフツ・クリーク地方
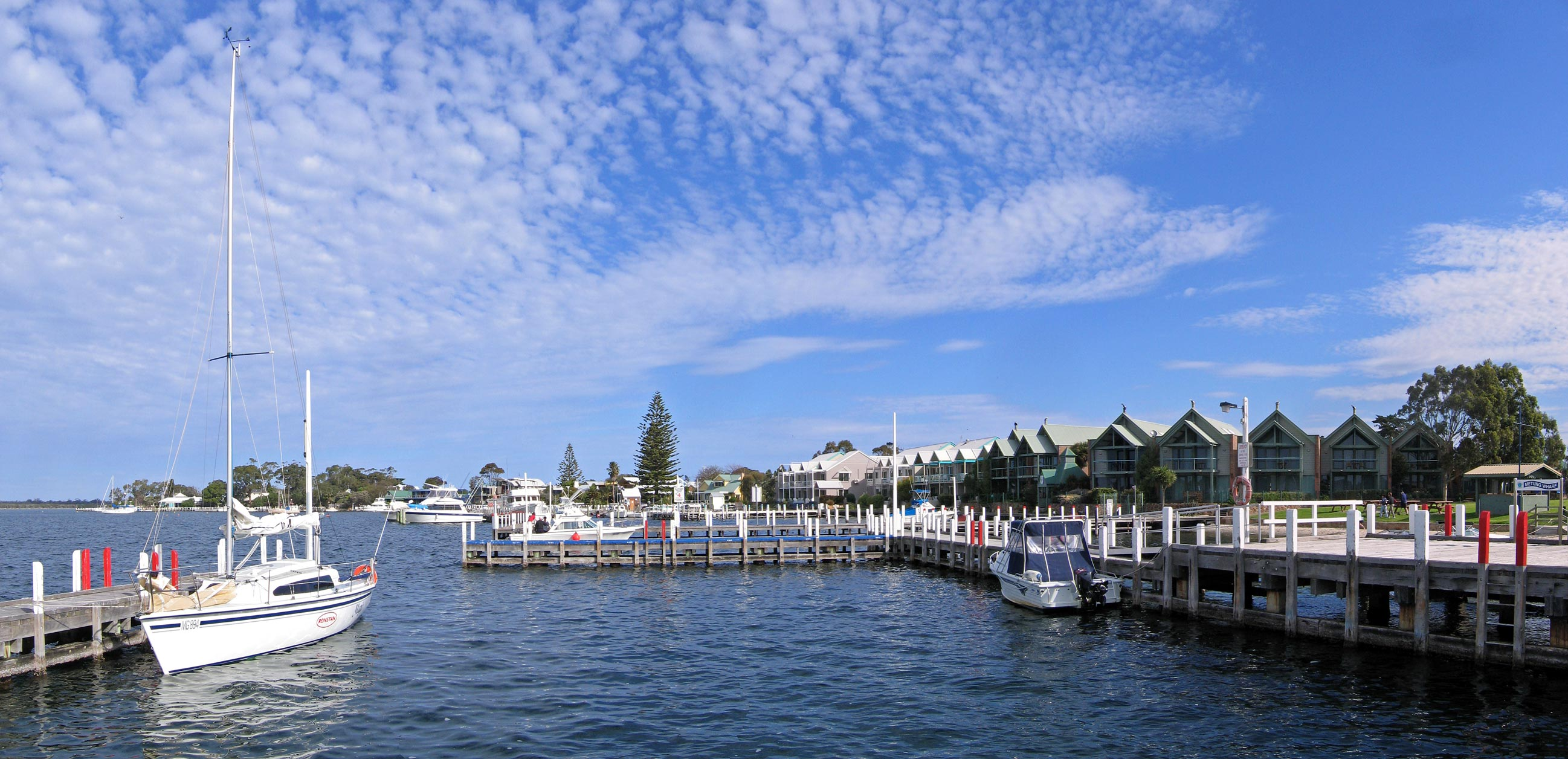
メタングのバンクロフト湾にある港
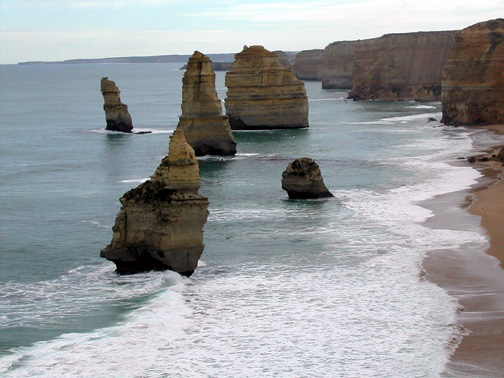
名勝「十二使徒」

## 主要都市

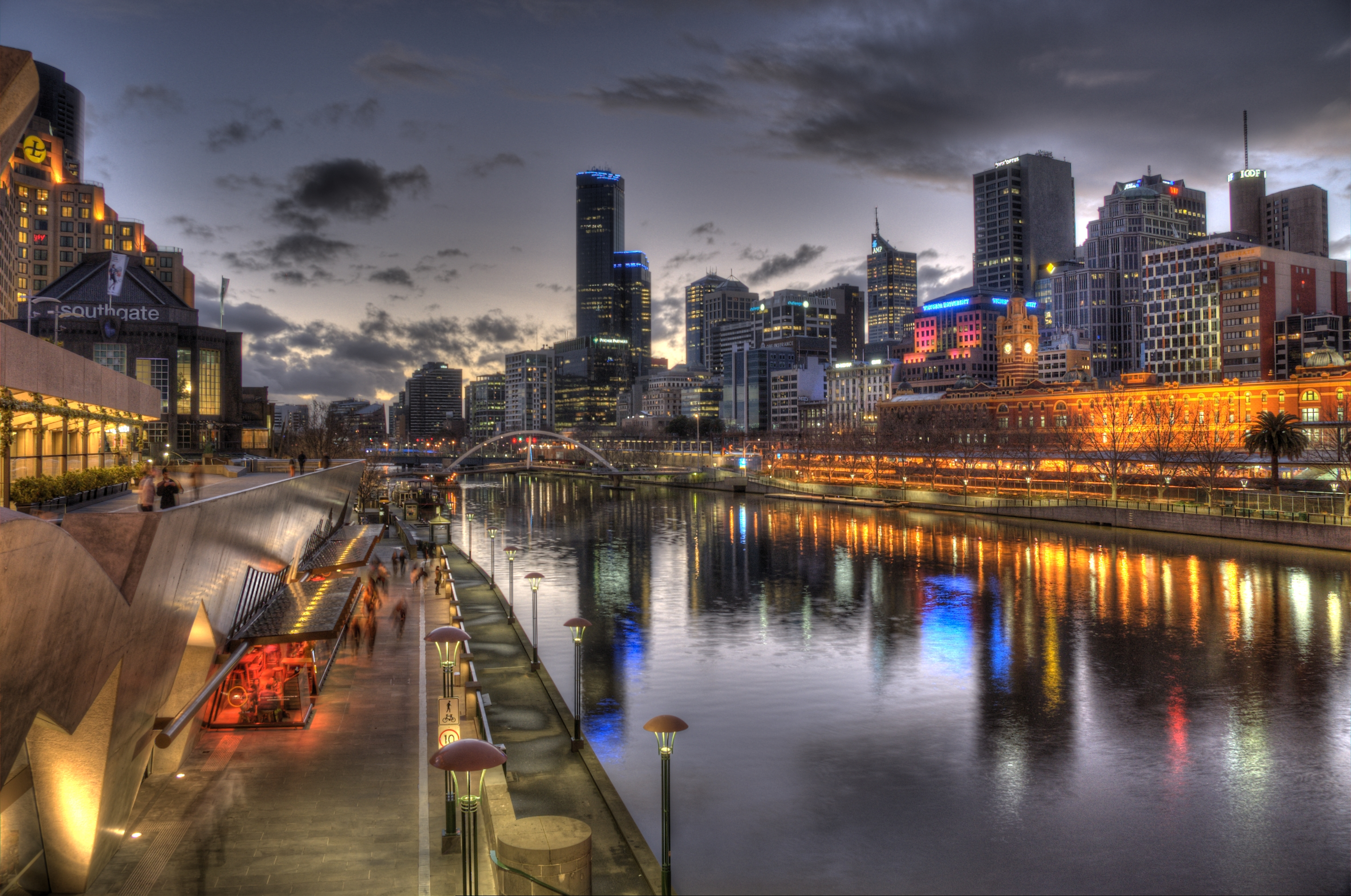
メルボルン（473万人）
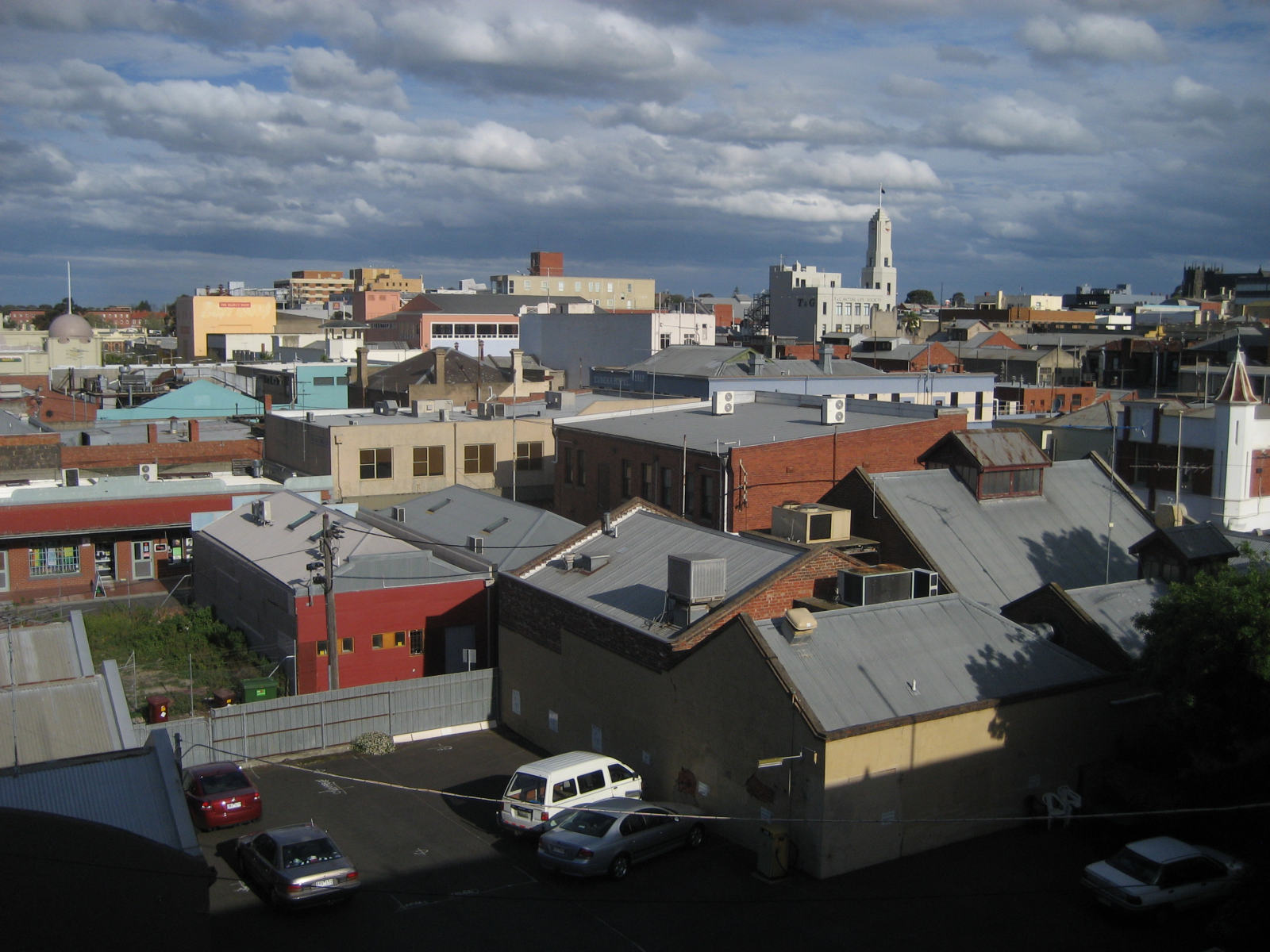
ジーロング（26万人）
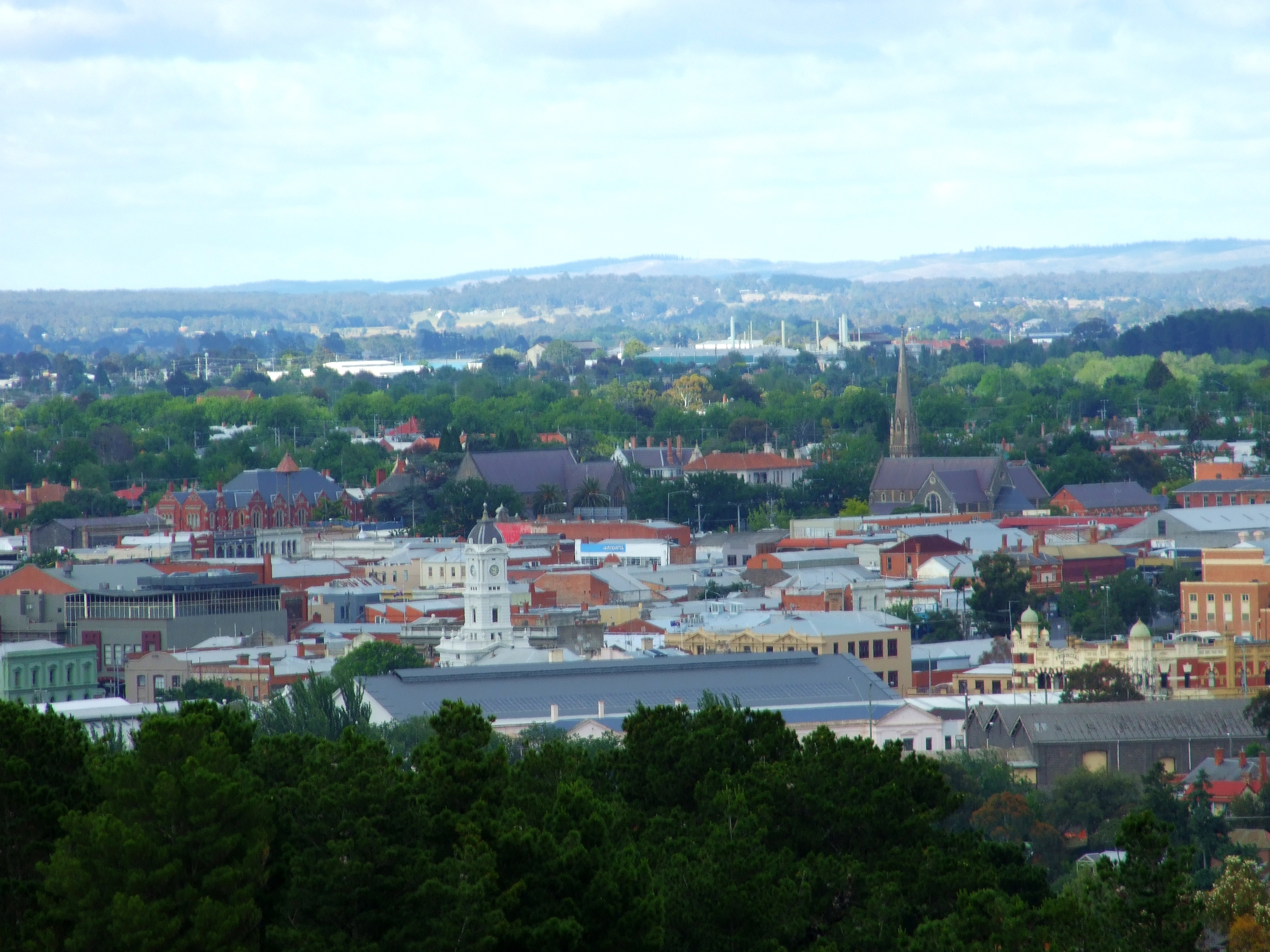
バララット（11万人）
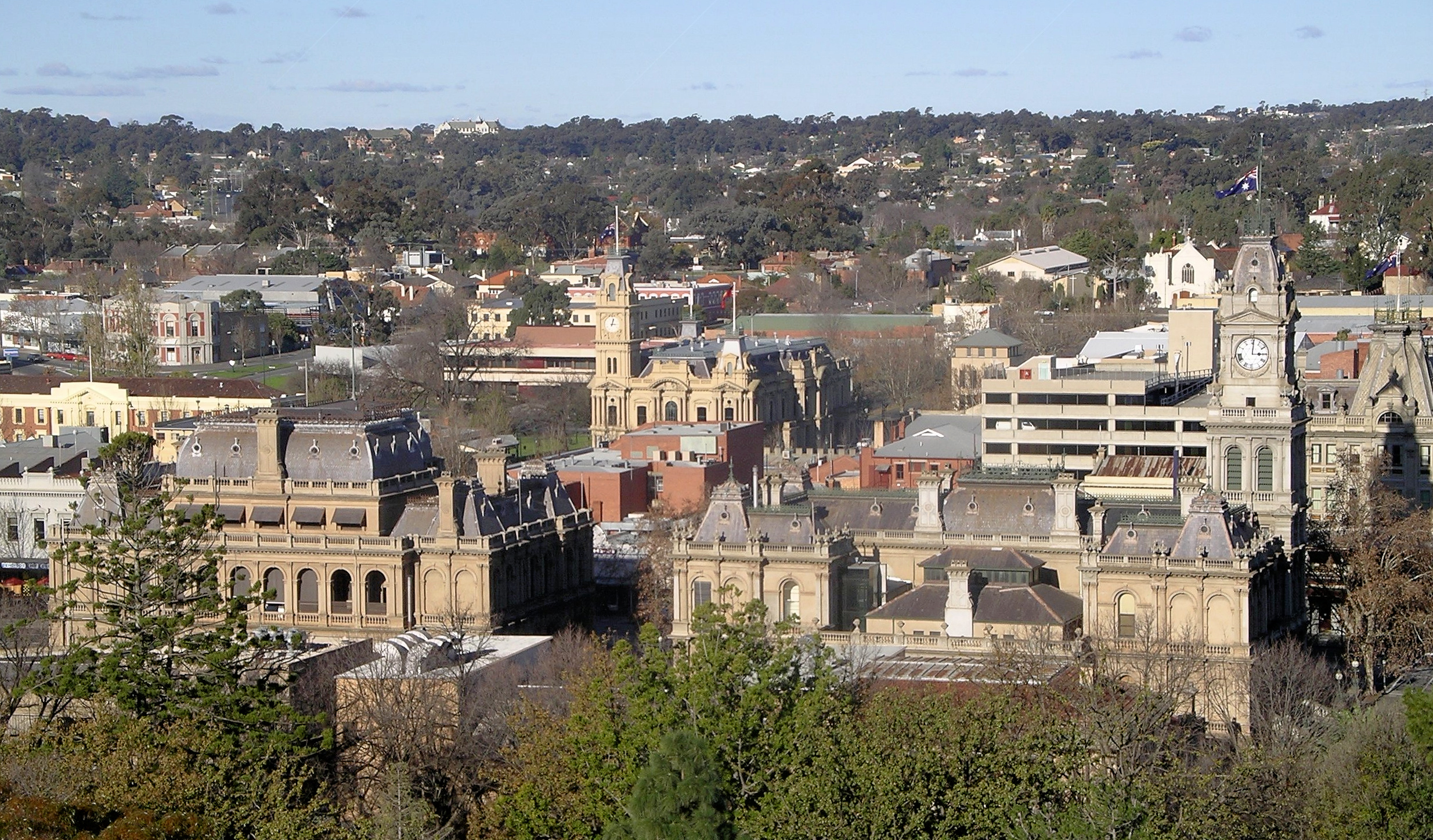
ベンディゴ（10万人）
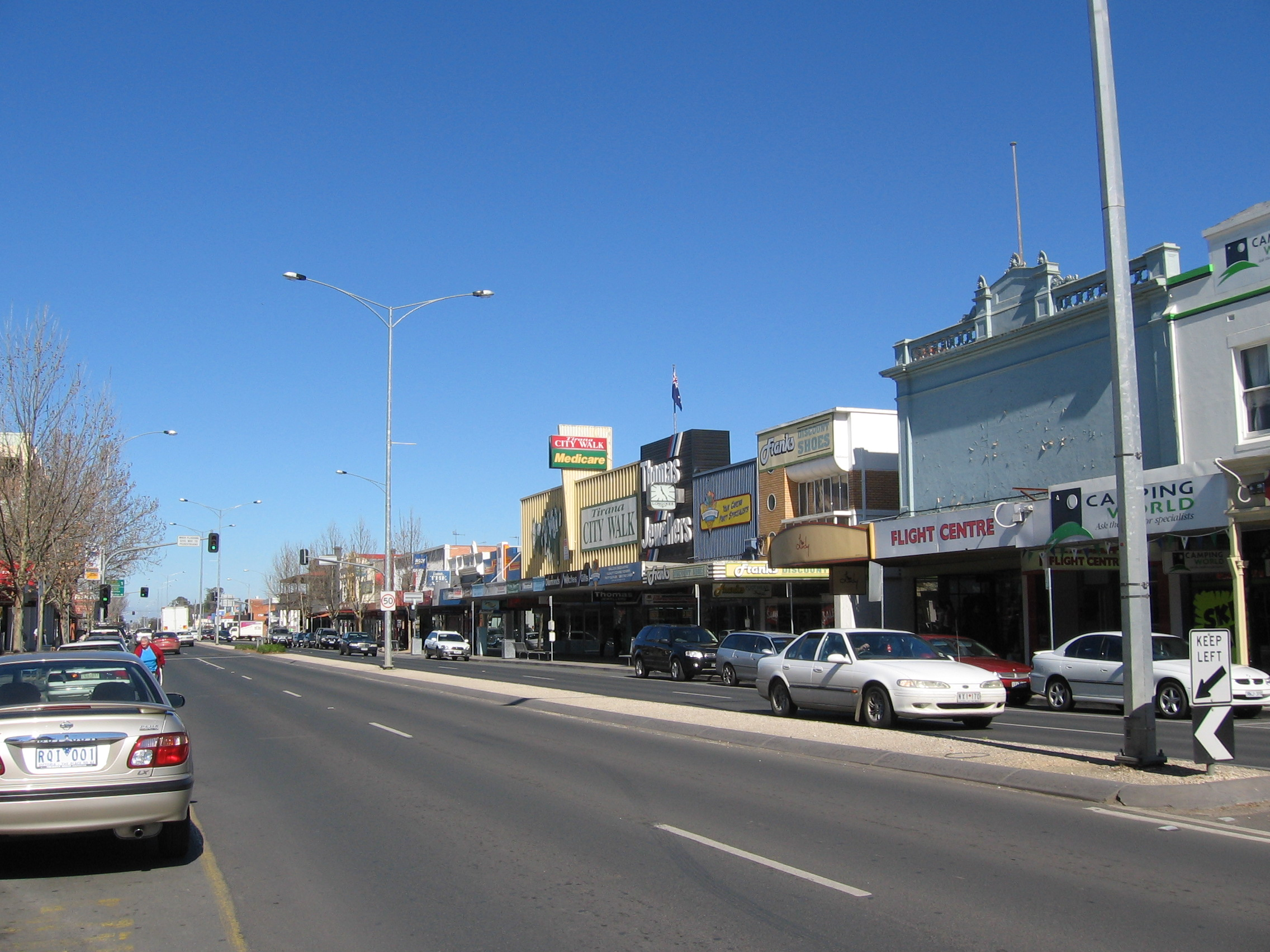
シェパートン（5万人）
- フランクストン（3万6000人）
- ウォーナンブール（3万5000人）
- ウォドンガ（英語）（3万5000人）
- ミルデューラ（3万3000人）
- トラルゴン（2万5000人）
- ホーシャム（英語）（2万人）
- ワンガラタ（1万9000人）
- バーンズデイル（英語）（1万5000人）
- セール（英語）（1万5000人）
- コーラック（1万2000人）

- メルボルン
- ジーロング
- バララット
- ベンディゴ
- シェパートン

## 姉妹州県・提携州県
- 愛知県（日本国）
1980年（昭和55年）5月2日 友好県州提携
- 釜山広域市 (大韓民国)

## 交通

### 鉄道
州内の鉄道は南オーストラリア州と同じ広軌（1600mm）で整備されたが、メルボルンのサザン・クロス駅からシドニーとアデレードに向かう路線だけは標準軌（1435mm）に改軌されている。

## 文化

### 世界遺産
- 王立展示館とカールトン庭園（2004年、文化遺産)
  - 王立展示館
  - カールトン庭園

## 教育

### 概要
詳細は「Education in victoria」を参照
オーストラリアのビクトリア州の教育は、州政府の一部である教育訓練省（Department of Education and Training: Department of Education and Training）が監督しており、「教育の実施に関する政策と計画の助言を提供する」ことを目的としている。 同省は、教育省と児童・幼児開発省の2つの州大臣のアドバイザーを務めている。
ビクトリア州の教育は、初等教育（初等学校）、中等教育（中等学校または中等カレッジ）、高等教育（大学およびTAFEカレッジ）の3層構造である。
ビクトリア州では6歳から17歳までは学校教育が義務づけられている。近年では、4分の3以上の学生が中等教育終了時に18歳まで学校に留まることが報告されている。ビクトリア州の生徒の約3分の2が公立学校で教育を受けており、残りの3分の1は独立学校で教育を受けており、その割合はオーストラリアの多くの地域で増加している。
公立学校の17歳までの教育は無料であるが、留学生や入学年の1月1日時点で100歳以上の学生には適用されない。独立系の学校では、宗教系・世俗系を問わず学費が徴収され、連邦政府と州政府からの補助金を受けている。
公立の初等・中等教育機関は無料であるが、35％の生徒が私立学校に通っている。私立校はカトリック系が最も多く、その他は独立系である（「オーストラリアの公教育と私立教育」を参照）。
政府系か独立系かにかかわらず、学校は同じカリキュラムのフレームワークに従うことが義務付けられている。すべての政府系学校の教育は世俗的なものでなければならず、特定の宗教的慣習、宗派、宗派を推進してはならないが、政府系学校でも独立系学校でも、ほとんどの学生は通常、制服を着用する。
義務教育後の教育は、学校、職業教育訓練（TAFE）、高等教育部門（大学）の国家資格を統一したシステムであるオーストラリア資格フレームワーク（Australian Qualifications Framework）の中で規制されている。
ビクトリア州の学年は、通常、初等・中等教育機関およびTAFEカレッジでは1月下旬から12月中旬まで、大学では2月下旬から11月中旬までとなっている。ビクトリア州の学校は4学期制で、祝日は休校となる。大学は英連邦の祝日となっている。

### 大学
- オーストラリア・カトリック大学
- スウィンバーン工科大学
- ディーキン大学
- バララット大学
- ビクトリア大学（ビクトリア工科大学）
- メルボルン大学
- モナシュ大学
- ラトローブ大学
- RMIT大学（ロイヤル・メルボルン工科大学）

- オーストラリアの大学リスト

#### 医療・健康に関連した大学
- メルボルン大学

医学、歯学、健康科学の学部がある。医師、歯科医師、看護師、理学療法士、言語聴覚士、視能訓練士、心理士、ソーシャルワーカーといった医療従事者を目指すためのコースが存在する。
- スインバン大学

看護、健康、心理学の学部がある。看護師、臨床心理士、理学療法士、作業療法士といった医療従事者を目指すコースや生物医学、ヘルスプロモーションといった分野を学ぶコースが存在する。
- ヴィクトリア大学

健康・生物医学の学部がある。生物医学、健康科学、公衆衛生、看護、助産、栄養、理学療法、言語聴覚、心理学、社会福祉、マッサージ、オステオパシー、美容といった分野を学ぶコースが存在する。

### TAFE
- Regional Institute of TAFE (Local: Bendigo-Echuca)
- ボックスヒル (メルボルン東部)
- Chisholm Institute (メルボルン南東部)
- East Gippsland Institute of TAFE (Local: East Gippsland)
- GippsTAFE (Local: West and South Gippsland)
- ゴードンTAFE (ジーロン)
- Goulburn Ovens Institute of TAFE (ヴィクトリア北東部)
- Homesglen Institute of TAFE (メルボルン東部)
- Kangan Batman TAFE (メルボルン北西部, 自動車専攻)
- NMIT (北メルボルンTAFE) (メルボルン北東部)

- RMIT大学 (グラフィック、印刷、織物)
- South West Institute of TAFE (Local: Western District)
- Sunraysia Institute of TAFE (ヴィクトリア北西部)
- Swinburne University of Technology (メルボルン東部)
- バララット大学 (Local: Ballarat-Wimmera)
- メルボルン大学 (農業)
- ビクトリア大学（ビクトリア工科大学） (メルボルン西部)
- William Angliss Institute of TAFE (料理)
- TAFE (ウォドンガ)

ビクトリアTAFEコース